# Jiří Klaboch
Jiří Klaboch (* 22. dubna 1936, Praha) je bývalý český fotbalista, útočník.

## Fotbalová kariéra
V československé lize hrál za Spartak Praha Stalingrad / ČKD Praha (dobové názvy Bohemians), odehrál 16 utkání a vstřelil 3 branky.
Po emigraci do USA odehrál 4 utkání za Montréal Olympique v NASL.

## Ligová bilance
| Ročník                                   | Zápasy | Góly | Minuty | Klub                     |
| ---------------------------------------- | ------ | ---- | ------ | ------------------------ |
| 1. československá fotbalová liga 1958/59 | 6      | 0    | -      | Spartak Praha Stalingrad |
| 1. československá fotbalová liga 1959/60 | 2      | 0    | -      | Spartak Praha Stalingrad |
| 1. československá fotbalová liga 1961/62 | 8      | 3    | -      | ČKD Praha                |
| North American Soccer League 1971        | 4      | 0    | -      | Montréal Olympique       |
| CELKEM                                   | 20     | 3    | -      |                          |